# Enkelvoudige groep
In de groepentheorie, een onderdeel van de abstracte algebra, is een enkelvoudige groep of simpele groep een groep die niet de triviale groep is, en waarvan de enige normale ondergroepen de triviale groep en de groep zelf zijn.  De enkelvoudige groepen vormen de bouwstenen waaruit complexere groepsstructuren zijn opgebouwd. 

## Definitie
Een groep heet 'enkelvoudig of simpel als hij geen normaaldelers heeft buiten zichzelf en de triviale groep.

### Opmerkingen
Van een groep {\displaystyle G} die niet enkelvoudig is, kan de interne structuur geanalyseerd worden aan de hand van twee eenvoudigere groepen: de bestaande niet-triviale normaaldeler {\displaystyle N}, en de bijhorende factorgroep {\displaystyle G/N}.
Men zou ook kunnen kijken naar groepen die geen enkele ondergroep hebben buiten zichzelf en de triviale groep. Wegens de stellingen van Sylow voldoen hieraan echter alleen sommige cyclische groepen.

## Voorbeelden en tegenvoorbeelden
In een abelse groep is elke ondergroep een normaaldeler. Een abelse groep kan dus slechts enkelvoudig zijn, als hij geen (echte) ondergroepen heeft. Dit komt alleen maar voor bij de cyclische groepen waarvan het aantal elementen een priemgetal is.
De kleinste niet-abelse enkelvoudige groep is de alternerende groep {\displaystyle A_{5}}, gevormd door de even permutaties op een verzameling van 5 elementen. De groep {\displaystyle A_{5}} heeft 60 elementen en is (op isomorfisme na) de enige enkelvoudige groep van die orde.
De op een na kleinste niet-abelse, enkelvoudige groep is de projectieve speciale lineaire groep {\displaystyle \mathrm {PSL} (2,7)}. Het is de enige enkelvoudige groep met 168 elementen. Het is de factorgroep van de vierkante 2x2-matrices met elementen in het eindige lichaam {\displaystyle \mathbb {Z} /7\mathbb {Z} } en determinant 1, over de normaaldeler gevormd door de identieke matrix en zijn tegengestelde.

## Classificatie van eindige enkelvoudige groepen
Wiskundigen zijn erin geslaagd te bewijzen dat alle eindige enkelvoudige groepen behoren tot enkele duidelijk omschreven families.
De classificatie van eindige enkelvoudige groepen geldt als een van de langste bewijzen uit de hele wiskunde. Geen enkele afzonderlijke publicatie bevat het volledige bewijs. Sommige afzonderlijke hulpstellingen zijn gepubliceerd met een bewijs van meer dan 1000 bladzijden. Dit heeft aanleiding gegeven tot scepticisme over de waarheidswaarde van de classificatie, zelfs vanwege een algemeen gerespecteerd wiskundige als Jean-Pierre Serre.
Een "vereenvoudigd" bewijs, dat naar schatting in totaal niet langer dan 5000 bladzijden wordt, is op touw gezet door een team onder leiding van Daniel Gorenstein.

## Enkelvoudige lie-groepen
In de context van lie-groepen wordt meestal een zwakkere definitie van het begrp 'enkelvoudig' gehanteerd. Men eist slechts dat er geen niet-triviale samenhangende normaaldelers bestaan.

## Bron
De eerste versie van dit artikel was gebaseerd op de artikelen Simple group en Classification of finite simple groups in de Engelse wikipedia.